# Optimització de motors generatius
L'optimització generativa de motors (GEO) és la pràctica d'optimitzar el contingut digital i la presència en línia per millorar la visibilitat en els resultats de cerca basats en IA i les respostes generatives d'IA. Encunyat el 2023 pels investigadors Gao, Liu, Si, Meng, Xiong i Lin, el terme GEO descriu estratègies destinades específicament a influir en la manera com els sistemes d'IA generativa com ara ChatGPT, Gemini de Google, Claude i Perplexity recuperen, sintetitzen i presenten informació en resposta a les consultes dels usuaris.
A diferència de l'optimització tradicional per a motors de cerca (SEO), que se centra en millorar el posicionament en motors de cerca convencionals (per exemple, Google o Bing), GEO es centra específicament en els motors generatius, és a dir, sistemes basats en intel·ligència artificial que generen directament respostes sintetitzades en lloc de simplement enumerar enllaços a contingut extern. GEO aborda el canvi cap a interfícies conversacionals i generatives, amb l'objectiu de garantir que les marques i els editors estiguin representats o citats adequadament dins dels resultats generats per IA, mantenint o augmentant així el seu abast digital a mesura que evoluciona el comportament dels usuaris.
Altres termes emergents que representen el mateix concepte són l'optimització de motors de cerca amb intel·ligència artificial (SEO per a intel·ligència artificial) i l'optimització de models de llenguatge gran (LLMO).

## Història

### Origen i encunyació del terme
El concepte de GEO va sorgir amb l'auge de les tecnologies d'IA generativa integrades en els sistemes convencionals de cerca i recuperació d'informació. El novembre de 2023, els investigadors Yuning Gao, Zheng Liu, Yeyun Si, Yu Meng, Chenyan Xiong i Ying Lin van introduir formalment el terme "optimització de motors generatius" en el seu article seminal titulat "GEO: Generative Engine Optimization". Els autors van definir GEO com "un nou paradigma per ajudar els creadors de contingut a millorar la visibilitat del seu contingut en les respostes dels motors generatius", emfatitzant la necessitat d'adaptar les estratègies tradicionals d'optimització de contingut per adaptar-les als motors de cerca generatius basats en IA.
El seu estudi va presentar el GEO-Bench, un conjunt de dades de referència que consta de 10.000 consultes diverses dissenyades per avaluar empíricament l'eficàcia de les pràctiques GEO. Els investigadors van demostrar que tècniques d'optimització específiques milloraven significativament la probabilitat que una font fos citada o integrada en respostes generatives, validant així el GEO com un camp diferent, separat del SEO tradicional, tot i que relacionat amb aquest.

### Adopció i expansió de la indústria
Després de la publicació de l'article de Gao et al., GEO va guanyar ràpidament força dins del màrqueting digital, les comunitats de SEO i les empreses tecnològiques. A principis del 2024, les publicacions de màrqueting líders del sector, com ara Search Engine Land i Marketing Dive, van començar a cobrir àmpliament el GEO, reconeixent-lo com un component estratègic crític per mantenir la visibilitat en el contingut generat per IA.
Posteriorment, van sorgir eines i serveis GEO especialitzats, com ara getSAO, Cognizo AI, Hall, Scrunch AI, Peec AI, Otterly AI, Rankshift, Profound i Wilgot.
L'any 2025, l'optimització generativa de motors s'havia convertit en una part integral de les estratègies digitals integrals, i moltes empreses van incorporar pràctiques GEO als seus marcs de SEO existents, reconeixent la seva importància en el panorama en evolució de la recuperació d'informació assistida per IA.

## El canvi cap als motors de cerca generatius
Les pràctiques tradicionals de SEO se centraven en l'optimització de la densitat de paraules clau, els enllaços entrants i el posicionament dins dels índexs basats en pàgines. Tanmateix, els sistemes de cerca generativa com ChatGPT, Perplexity i Search Generative Experience (SGE) de Google eviten cada cop més els resultats de cerca tradicionals oferint respostes directes i conversacionals.
En un estudi del 2025 titulat L'impacte de la cerca basada en IA en el SEO: l'aparició de l'optimització del motor de resposta, els investigadors argumenten que la IA generativa canvia la lògica central de la cerca de la recuperació basada en enllaços a les respostes sense clics impulsades pel context, cosa que altera fonamentalment la manera com es mesura i s'aconsegueix la visibilitat.
Aquest concepte es reflecteix en la investigació del sector, com ara l'article del Forbes Council sobre Answer Engine Optimization, que destaca la necessitat que les empreses adaptin les seves estratègies per donar suport a la cerca per veu, les consultes de cua llarga i els formats de contingut preferits per la IA.